# Micrathyria spinifera
Micrathyria spinifera – gatunek ważki z rodziny ważkowatych (Libellulidae). Występuje na terenie Ameryki Środkowej.